# Тальменка (Солонешенский район)
Тальме́нка — село в Солонешенском районе Алтайского края. Входит в состав Солонешенского сельсовета.

## История
Основано в 1908 году. В 1928 году село состояло из 57 хозяйств, основное население — русские. В административном отношении являлось центром Тальменского сельсовета Солонешенского района Бийского округа Сибирского края.

## Население
| 1926 | 1997 | 1998 | 1999 | 2000 | 2001 |
| ---- | ---- | ---- | ---- | ---- | ---- |
| 301  | ↘221 | ↘219 | ↘201 | ↗217 | ↘210 |
| 2002 | 2003 | 2004 | 2005 | 2006 | 2007 |
| ↘202 | ↘195 | ↘187 | ↘175 | ↘162 | ↘159 |
| 2008 | 2009 | 2010 | 2011 | 2012 | 2013 |
| →159 | ↘152 | ↘145 | ↘143 | ↘138 | ↘136 |

Национальный состав
Согласно результатам переписи 2002 года, в национальной структуре населения русские составляли 97 %.